# Politique étrangère des Îles Cook
La politique étrangère des îles Cook est influencée par la position géographique isolée de cet État.

## Historique et relations bilatérales avec la Nouvelle-Zélande
En 1965, l'accord conclu entre les îles Cook et la Nouvelle-Zélande prévoyait que la défense et les affaires étrangères demeuraient aux mains de cette dernière. Néanmoins, les îles Cook ont, depuis les années 1980, souhaité obtenir une plus grande autonomie en matière de gestion des affaires extérieures. Ce processus, entamé par Tom Davis, trouve son origine dans son opposition à la politique du Premier ministre néo-zélandais de l'époque David Lange. L'adoption, en 1984, par le gouvernement néo-zélandais, d'une législation anti-nucléaire entraina un net refroidissement des relations américano-néo-zélandaise et une crise de l'ANZUS. Tom Davis qui avait longtemps travaillé aux États-Unis dans l'administration fédérale, souhaita prendre ses distances avec l'ancienne puissance de tutelle, en déclarant que les îles Cook souhaitaient demeurer neutres dans cette affaire. À partir des années 1990, des relations diplomatiques furent nouées avec un nombre croissant de pays. Parallèlement, les îles Cook obtenaient un siège à l'Organisation mondiale de la santé, l'Organisation des Nations unies pour l'alimentation et l'agriculture, à l'Organisation des Nations unies pour l'éducation, la science et la culture et à l'Organisation de l'aviation civile internationale.
En 1999, l'Organisation des Nations unies reconnaissaient également aux îles Cook le droit de se prévaloir de la clause « tous les États » définie par la convention de Vienne sur les relations diplomatiques (1961), en d'autres termes de pouvoir signer des traités en son nom propre.
« 8-5. La question de l'assimilation des îles Cook à une « entité indépendante », c'est-à-dire à un État, a également été soulevée. Du fait que les îles Cook, bien qu'autonomes, s'étaient ménagées une relation spéciale avec la Nouvelle-Zélande, cette dernière assumant la responsabilité de leurs affaires extérieures et de leur défense, on a d'abord déduit qu'elles ne jouissaient pas de l'indépendance souveraine au sens juridique. D'ailleurs, l'Assemblée générale, dans sa résolution 2064 (XX) du 16 décembre 1965 sur la question des îles Cook, a réanimé la responsabilité incombant à l'Organisation des Nations unies « d'aider la population des îles Cook à accéder en définitive à la pleine indépendance, si elles le désirent, à une date ultérieure ». De cette résolution, adoptée à la suite d'un changement dans le statut des îles Cook, il ressortait que les îles Cook n'avaient pas encore accédé à la pleine indépendance au sens que revêt cette expression dans la terminologie des Nations unies, la conséquence étant qu'à moins d'être spécialement invitées à participer à un traité, les îles Cook ne pouvaient se prévaloir de la clause « tous les États ». »
« 8-6. En 1984, toutefois, les îles Cook ont demandé à devenir membre de l'organisation mondiale de la santé. L'acceptation de leur demande par l'Assemblée mondiale de la santé, conformément à l'article 6 de la Constitution de l'OMS, leur a conféré la qualité de membre de cette organisation conformément à l'article 7-9 à compter du dépôt d'un instrument d'acceptation entre les mains du Secrétaire général. Ce dernier a estimé que, dans ces conditions, la question de savoir si les îles Cook avaient le statut d'État avait été dûment tranchée par l'affirmative par l'Assemblée mondiale de la santé. La même ligne d'action a été suivie par le Secrétaire général lorsque Nioué a demandé en 1994 à devenir membre de l'organisation mondiale de la santé. Considérant par ailleurs que les îles Cook avaient été admises à l'Organisation mondiale de la santé — et, ultérieurement, à l'Organisation des Nations unies pour l'alimentation et l'agriculture, à l'Organisation des Nations unies pour l'éducation, la science et la culture et à l'organisation de l'aviation civile internationale — comme membre à part entière sans restriction ou condition d'aucune sorte, le Secrétaire général a décidé de les considérer désormais comme couvertes par la formule « tous les États » pour le cas où elles souhaiteraient participer à des traités déposés auprès de lui. »
Cette reconnaissance onusienne fut confirmée en 2001, pour le 100e anniversaire de l'annexion par une déclaration commune signée entre les îles Cook et la Nouvelle-Zélande redéfinissant les relations entre les deux pays ainsi que leurs compétences respectives en matière de défense et de politique étrangère. Il y est précisé que « dans la conduite de ses affaires étrangères, les îles Cook peuvent nouer des relations avec la Communauté internationale et agir en tant qu'État souverain et indépendant ».
Durant les pourparlers, il fut également évoqué la possibilité pour les îles Cook de devenir membre  de l'Assemblée générale des Nations-Unies et du Commonwealth. Helen Clark, Premier Ministre de Nouvelle-Zélande, fit néanmoins comprendre au gouvernement de Terepai Maoate que cela signifiait la perte de la citoyenneté néo-zélandaise. Selon Norman George qui en tant que Président du Parlement des îles Cook, assistait également à la réunion, « There's certainly no urgent need for the Cook Islands to belong to either organisation.(...) It is just flagging it to see how New Zealand would react to it. It was exploratory. » La citoyenneté néo-zélandaise offre en effet un certain nombre d'avantages aux insulaires des Cook en matière d'immigration ou de santé
En décembre 2024, La Nouvelle-Zélande rejette la proposition des Îles Cook d'établir leurs propres passeports et citoyenneté, mais se dit prête à discuter de l'indépendance si elle est initiée par les habitants des Îles Cook.

## Relations bilatérales avec la République populaire de Chine
On assiste depuis la fin des années 1990 à une coopération croissante entre la République populaire de Chine et les îles Cook, ce qui n'est pas sans inquiéter la Nouvelle-Zélande. En 2001, un accord de coopération économique et technique fut signé entre les deux pays. C'est ainsi qu'en 2004, fut construit sur des fonds et avec des ouvriers chinois, le tout nouveau ministère de la justice situé en plein centre d'Avarua. Ce fut également le cas en 2007 du tout nouvel hôtel de police d'Avarua. Tout ceci suscita des interrogations grandissantes parmi la population et dont la presse locale s'est faite l'écho. Ainsi, beaucoup se demandent ce qu'a bien pu promettre le gouvernement en échange de ces cadeaux, à première vue sans contreparties. Plus récemment en septembre 2007, un prêt de 13 millions de dollars NZ (environ 7 millions d'euros) à 2 % d'intérêt, accordé par le gouvernement chinois afin de construire un complexe multi-sports en lieu et place du stade national de Tereora dans l'optique des Mini-jeux du Pacifique sud et du prochain World Youth Netball Championship de 2009, est à l'origine d'une polémique. Là encore l'accord prévoyait au départ que les travaux seraient entièrement effectués par des ouvriers chinois, ce qu'une majorité de la population contestait, estimant que la main d'œuvre locale devrait être prioritaire. Finalement, un accord fut trouvé en juin 2008, entre le gouvernement de Jim Marurai et les Chinois, ces derniers acceptant que les travaux de terrassements soient confiés à des entreprises locales
Cette offensive diplomatique ou "diplomatie du porte-monnaie" de la République populaire de Chine aux îles Cook et plus globalement dans le Pacifique, est visiblement liée à la rivalité qui l'oppose dans la région à Taïwan (cf politique d'une seule Chine). De passage à Rarotonga pour présenter ses lettres de créance au gouvernement des îles Cook, l'ambassadeur de Chine à Wellington, Zhang Limin, a ainsi selon le Cook Islands News du 9 octobre 2008, fait pression pour que les îles Cook s'opposent à la demande de Taïwan d'intégrer le Forum des îles du Pacifique. Venant de recevoir le prêt à un taux avantageux évoqué plus haut, le gouvernement Marurai a semble-t-il pensé qu'il était plus prudent de répondre par la positive à cette sollicitation. Le ministre des Affaires étrangères Wilkie Olaf Patua Rasmussen, a ainsi déclaré, "while government is not blind to incidents like human rights abuses happening in China, the decision was made to form diplomatic ties that will benefit the country in one way or another instead of taking the side of those who politically oppose China"[réf. nécessaire].

## Relations diplomatiques

Relations étrangères des Îles Cook
Îles Cook
États ayant des relations diplomatiques avec les Îles Cook
États ayant des relations consulaires avec les Îles Cook

Les îles Cook possèdent cinq représentations diplomatiques à l'étranger : en Nouvelle-Zélande, en Norvège, en Australie, à Monaco ainsi qu'une ambassade à Bruxelles auprès de l'Union européenne.
Elles sont également signataires de l’accord de Cotonou entre l'Union européenne et les pays ACP (Afrique, Caraïbes, Pacifique).
Parallèlement à ces représentations extérieures, les îles Cook ont noué des relations diplomatiques formelles avec un certain nombre de pays.
- En Afrique :
  -  Afrique du Sud (1996)
- En Asie :
  -  Malaisie (1992)
  -  Iran (1996)[10]
  -  Chine (1997)[10]
  -  Inde (1998)
  -  Timor oriental (2002)[10]
  -  Thaïlande (2005)[10]
  -  Turquie (2008)[10]
- Aux Caraïbes :
  -  Cuba (2002)
  -  Jamaïque (2003)
- En Europe :
  -  Portugal (1995)[10]
  -  Bosnie-Herzégovine (1996)[10]
  -  Norvège (1998)
  -  Espagne (1999)
  -  Vatican (1999)[10]
  -  France (2000), représentée sur place par un consul honoraire, Nathalie Tierney, les îles Cook faisant partie des pays d'accréditation de l'Ambassade de France en Nouvelle-Zélande. En mai 2011, Francis Étienne, le nouvel ambassadeur français en visite dans l'archipel  présenta ses lettres de créance au représentant de la reine, Frederick Tutu Goodwin. Rappelant que la France et les îles Cook étaient voisins, en référence à la Polynésie française, il résuma ainsi les axes de la coopération entre les deux pays : la lutte contre la pêche illégale et le largage de déchets toxiques dans la ZEE des îles Cook, le sauvetage maritime et l'aide aux sinistrés de catastrophes naturelles dans le cadre des Accords FRANZ. Il a également appelé à un rapprochement plus étroit entre la Polynésie française et les îles Cook, en raison de leurs liens culturels et historiques. Goodwin a quant à lui remercié l'ambassadeur pour l'aide financière apportée aux îles Cook par la France dans le cadre des accords ACP[11]
  -  Union européenne (2001)
  -  Allemagne (2001)
  -  Italie (2002)[10]
  -  Belgique (2005)[10]
  -  Suisse (2005)
  -  Irlande (2008)[10]
  -  République tchèque (2009)[12]
- Au Proche-Orient
  -  Israël (2008)
- En Océanie :
  -  Nouvelle-Zélande (1993)[10]
  -  Australie (1994)[10]
  -  Fidji[10]
  -  Nauru (1994)
  -  Papouasie-Nouvelle-Guinée (1995)

Les îles Cook sont également couvertes par les Accords FRANZ (France-Australie-Nouvelle-Zélande) signés en 1993. Ces accords ont pour objet « de coordonner et de rationaliser l’aide civile et militaire aux États et territoires du Pacifique insulaire victimes de catastrophes naturelles ». En février 2005, des soldats français basés à Papeete sont ainsi intervenus aux îles Cook à la suite des cinq cyclones ayant frappé l'archipel.